# Kalendarium powstania warszawskiego – 21 sierpnia

## 21 sierpnia, poniedziałek

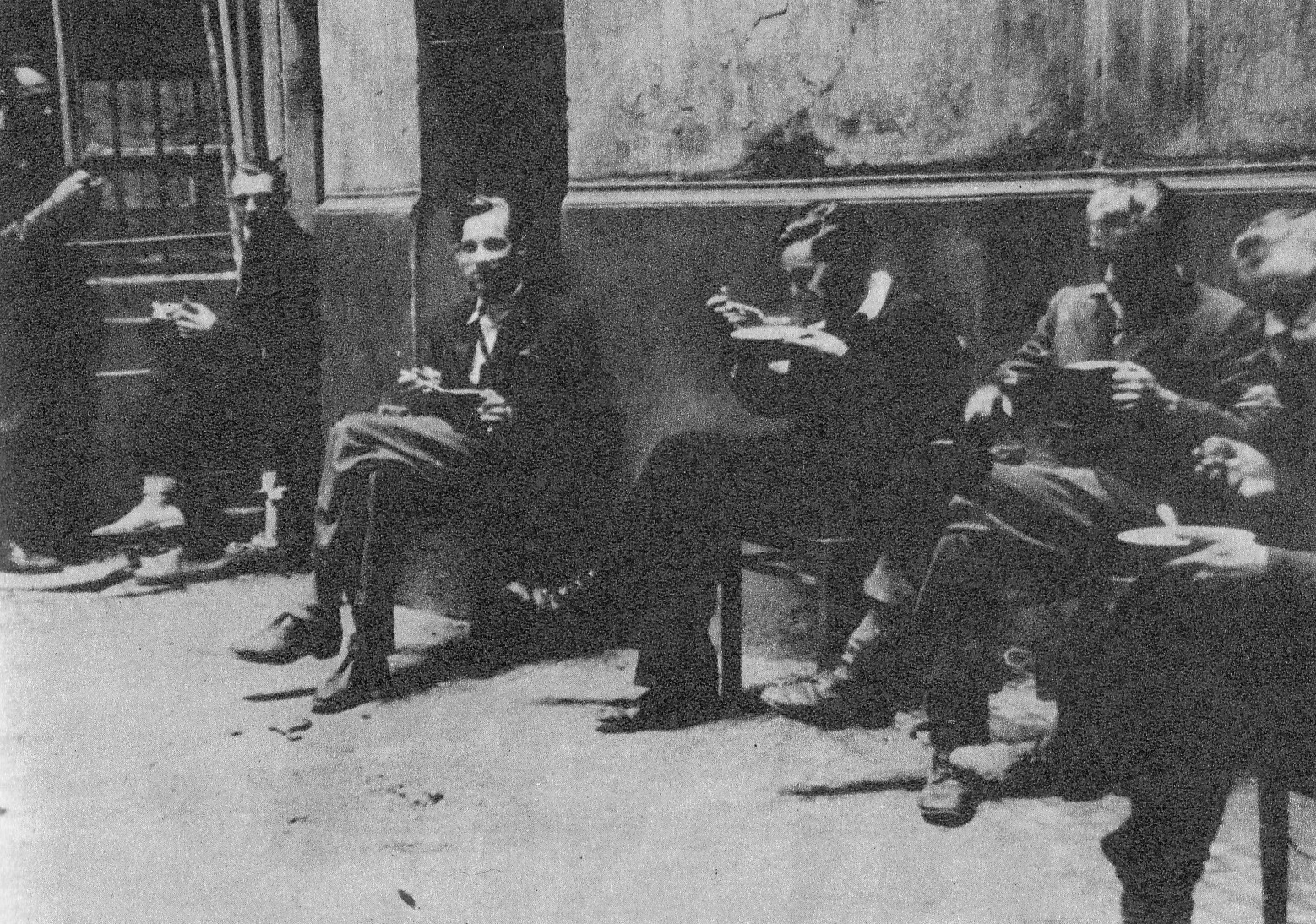
Posiłek jednego z oddziałów powstańczych

W nocy ponad siedmiuset żołnierzy grupy AK „Kampinos” uderzyło z Żoliborza na Dworzec Gdański w celu nawiązania połączenia ze Starym Miastem. Natarcie okazuje się niewystarczająco przygotowane. Mimo załamania nocnego natarcia, w dzień zostaje podjęta decyzja o jego ponowieniu. W celu jego przygotowania kanałami na Żoliborz zostają sprowadzeni gen. Tadeusz Pełczyński oraz ok. 200 żołnierzy batalionów: „Wigry”, „Chrobry I” i „Gozdawa”, walczących dotąd na Starym Mieście.
Pod naciskiem Niemców powstańcy wycofali się z Muranowa. Z zajętego osiedla Niemcy wypędzili ludność cywilną. Około 200 Polaków (głównie mężczyzn z Muranowa oraz starców ze schroniska przy ulicy Przebieg) rozstrzelano na podwórzu domu przy ulicy Dzikiej 17. Pozostałych Niemcy zgromadzili w magazynach na Stawkach, a następnie ulicami Okopową i Wolską pognali na Dworzec Zachodni, a stamtąd – do obozu przejściowego w Pruszkowie.
Na Starym Mieście trwały walki o budynek Banku Polskiego przy ul. Bielańskiej oraz katedrę św. Jana. Niemcy wprowadzili do wnętrza katedry goliaty.
W kinie Palladium (ul. Złota 7/9) wyświetlono kolejną część kroniki filmowej o działaniach powstańczych. Składały się na nią m.in.: zdjęcia ze zdobycia poprzedniego dnia gmachu PAST-y, sceny z Powiśla, Dworca Pocztowego i odbioru zrzutów.
Arsenał został opuszczony przez powstańców i ludność cywilną. Pozostał w nim jeden z oddziałów batalionu Chrobry I.
Niemcy wysadzili w powietrze kompleks więzienia Pawiak.